# LEA contraceptivum

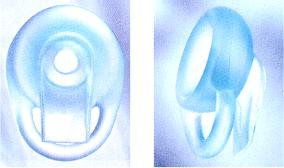
Abbildung eines Lea contraceptivum

Das LEA contraceptivum war eine durch die Firma Yama Inc. in den USA entwickelte und auch unter dem Namen Lea's Shield vertriebene Barriereverhütungsmethode für die Frau. Nach FDA-Zulassung und Markteinführung 2002 wurde die Produktion 2009 nach Deutschland verlagert, spätestens 2014 jedoch eingestellt.

## Hersteller und Vertrieb
Der Hersteller von LEA contraceptivum war zunächst der Entwickler Yama Inc. in Union City (New Jersey), ab 2009 die Firma BIOVISION GmbH aus Ilmenau. Der deutsche Vertriebspartner war die Firma MEDISAVE Medical Products aus Wiesbaden.
Laut der Bundeszentrale für gesundheitliche Aufklärung wurde es 2014 vom deutschen Markt genommen. Nach Angaben der MERKUR-Apotheke Nürnberg war der Grund dafür die defekte Produktionsmaschine des Herstellers.

## Anwendung
LEA contraceptivum wurde in die Scheide eingeführt, lag vor dem Muttermund und verhinderte so das Eindringen des Samens in die Gebärmutter.
Im Gegensatz zu Diaphragma und Portiokappe spielten Größe und Form des Muttermundes keine Rolle, sodass es auch nur eine Einheitsgröße gab. Das LEA saugte sich auf dem Muttermund fest und stützte sich an der hinteren Scheidenwand ab.
Aufgrund der Biokompatibilität des Materials und der Formgebung konnte es über 48 Stunden in der Scheide verbleiben, wodurch einerseits eine hohe Spontanität möglich war. Andererseits war es für die Verhütungssicherheit wichtig, dass das LEA nach dem letzten Geschlechtsakt für mindestens weitere 8 Stunden im Körper verbleibt, auch wenn dadurch die Tragedauer von 48h überschritten wurde.

## Verhütungssicherheit
Die Verhütungssicherheit war umstritten. Durch die Entwicklungsfirma Yama Inc. wurden im Zuge des Zulassungsverfahrens Studien zu Sicherheit (Ausschluss gesundheitlicher Gefährdungen), Usability (Nutzerfreundlichkeit bzw. Intuitivität der Nutzung) und Verhütungssicherheit in Auftrag gegeben. Diese Studien wurden von externen, unabhängigen Organisationen durchgeführt. Die Studie zur Verhütungssicherheit wurde in der Fachzeitschrift Contraception veröffentlicht. Diese Studie zur Verhütungssicherheit war aufgrund einer sehr geringen Zahl an Teilnehmern (182) und ihrer kurzen Dauer (6 Monate) umstritten. Es gab keine Studien, die nicht von der Entwicklungsfirma beauftragt wurden.
Der deutsche Vertriebspartner gab an, dass die Sicherheit bei Verwendung mit spermizidem Gel 97,8 Prozent beträgt, und berief sich dabei auf die Yama-Studie. Auch in Apotheken wurden diese Werte genannt.
Ohne zusätzliche Verwendung eines spermiziden Gleitgels sei die Sicherheit jedoch niedriger (97,1 %). Vom Hersteller und vom deutschen Vertriebspartner wurden dabei Barrieregele auf Grundlage von Frucht- oder Milchsäuren empfohlen. Auch der Einsatz von Spermizidgelen, welche Nonoxynol-9 enthalten, war möglich, wurde aufgrund von selten auftretenden Unverträglichkeiten jedoch nicht empfohlen.
Die amerikanische Food and Drug Administration ging bei ordnungsgemäßer Benutzung von einer Sechs-Monats-Schwangerschaftsrate von 8,7 % bei Frauen aus, die das Lea contraceptivum zusammen mit einem Spermizid benutzen (siehe Link zur Studie, die Yama der FDA vorlegte). Der Pearl-Index wurde auf 15 geschätzt.

Beim Gebrauch ohne Spermizid ging die FDA von einer Sechs-Monats-Schwangerschaftsrate von 16,6 % aus.
Der FDA lagen dabei keine anderen Studien vor, sie wertete die vorhandene Studie anders aus als die Ersteller der Studie. Diese rechneten die einzelnen Gruppen der Teilnehmerinnen (kinderlos oder Mütter, jung oder alt) unter Einbeziehung von ähnlichen Studien auf die Normalbevölkerung hoch und kamen so zu der Sicherheit von 97,8 Prozent oder anders ausgedrückt zu einer Versagensrate von 2,2 pro sechs Monate.
Die Gruppe kinderloser Frauen, die an der Studie teilnahmen, war jedoch sehr gering, so dass umstritten war, ob diese Umrechnung zu repräsentativen Aussagen geführt hat.
Allgemein fällt beim Vergleich von Angaben zum Pearl-Index auf, dass die Angaben der FDA (siehe unten) pessimistischer ausfallen als Angaben von anderen Autoren.

### Die genauen Daten der Studie zur Verhütungssicherheit
|                                              | mit Spermizidgel | ohne Spermizidgel |
| -------------------------------------------- | ---------------- | ----------------- |
| Teilnehmergröße                              | 90               | 92                |
| Nulliparous (kinderlos)                      | 17               | 13                |
| Parous (Mütter)                              | 73               | 79                |
| Studienabbrecher                             | 31               | 45                |
| Schwangerschaft zum Studienbeginn            | 0                | 3                 |
| Verstoß gegen Studienbedingungen             | 9                | 10                |
| persönliche Gründe im Zusammenhang mit Lea   | 7                | 6                 |
| persönliche Gründe ohne Zusammenhang mit Lea | 2                | 1                 |
| Medizinische Gründe                          | 1                | 2                 |
| Gewollte Schwangerschaft                     | 1                | 0                 |
| Unfähigkeit Lea einzusetzen                  | 5                | 13                |
| ungewollte Schwangerschaft                   | 6                | 10                |
| Teilnehmerzahl am Ende                       | 59               | 47                |
| für Auswertung berücksichtigte Personenzahl  | 79               | 67                |

Es war auffällig, dass keine der Frauen, die noch nie geboren hatte, ungewollt schwanger wurde.
So kam man auf eine Sicherheit von 97,8 % für die Benutzung des LEA contraceptivum zusammen mit einem Spermizid (nur die Benutzerinnen eingerechnet, die es korrekt benutzten). Zu beachten ist, dass diese Sicherheit für einen Zeitraum von sechs Monaten gilt. In Deutschland wird bei den meisten Verhütungsmitteln die Sicherheit für einen Zeitraum von zwölf Monaten angegeben.

### Vergleich der Verhütungssicherheit mit anderen Kontrazeptiva
Quelle: 
| Verhütungsmethode                                                              | Schwangerschaftsrate nach 6 Monaten | Schwangerschaftsrate nach 12 Monaten (Pearl-Index) |
| ------------------------------------------------------------------------------ | ----------------------------------- | -------------------------------------------------- |
| chirurgische Sterilisation, Intrauterinpessar, Hormonspritze, Hormonimplantate | kleiner 1                           | kleiner 1                                          |
| Hormonpille, Vaginalring                                                       | 1–2                                 | 1–2                                                |
| Kondom                                                                         | 7                                   | 12                                                 |
| Diaphragma                                                                     | 8                                   | 17                                                 |
| Cervical Cap                                                                   | 11                                  | 17                                                 |
| Femidom                                                                        | 13                                  | 21                                                 |
| Lea contraceptivum                                                             | 8,7                                 | 15                                                 |

Für die mechanischen Barriereverhütungsmittel werden dabei üblicherweise Sechs-Monats-Studien durchgeführt, die Jahresversagensrate wird aus den Studiendaten errechnet.